# Verbandsgemeinde Elbe-Havel-Land
In de Verbandsgemeinde Elbe-Havel-Land werken zes gemeenten uit de Landkreis Stendal samen ter vervulling van de gemeentelijke taken. Juridisch gezien behouden de deelnemende gemeenten hun zelfstandigheid.

## Deelnemende gemeenten
Deelnemende gemeente met bijbehorende Ortsteile zijn:
- Kamern (1.198)
- Klietz (1.777)
- Sandau (Elbe), Stad (828)
- Schollene (1.115)
- Schönhausen (Elbe) * (2.134)
- Wust-Fischbeck (1.226)